# Phatcharaphong Prathumma
Phatcharaphong Prathumma (thailändisch พัชรพงษ์ ประทุมมา, * 21. Juni 2000) ist ein thailändischer Fußballspieler.

## Karriere
Phatcharaphong Prathumma stand von 2019 bis August 2022 in Nakhon Ratchasima beim Erstligisten Nakhon Ratchasima FC unter Vertrag. Das erste Halbjahr 2020 wurde er an den Viertligisten Songkhla FC ausgeliehen. Das zweite Halbjahr 2021 spielte er auf Leihbasis in Sisaket beim Drittligisten Sisaket FC. Nach Vertragsende in Korat wechselte er im August 2022 zum Zweitligisten Raj-Pracha FC. Sein Zweitligadebüt für den Verein aus der Hauptstadt Bangkok gab Phatcharaphong Prathumma am 21. August 2022 (2. Spieltag) im Auswärtsspiel gegen den Zweitligaaufsteiger Nakhon Si United FC. Hier stand er bei der 1:0-Niederlage die kompletten 90 Minute zwischen dem Pfosten. Am Ende der Saison, in der er zwanzig Ligaspiele bestritt, musste er mit dem Hauptstadtverein in die dritte Liga absteigen. Nach dem Abstieg wechselte er im Sommer zum Erstligaabsteiger Nakhon Ratchasima FC. Am Ende der Saison 2023/24 feierte er mit dem Verein aus Nakhon Ratchasima die Meisterschaft der zweiten Liga sowie den direkten Wiederaufstieg in die erste Liga.

## Erfolge
Nakhon Ratchasima FC
- Thailändischer Zweitligameister: 2023/24  ▲